# Alfons van Brienne
Alfons van Brienne ook gekend als Alfons van Akko (Akko, circa 1228 - Tunis, 25 augustus 1270) was van 1250 tot aan zijn dood graaf van Eu.

## Levensloop
Alfons was de zoon van koning van Jeruzalem Jan van Brienne en Berenguela van Léon, dochter van koning Alfons IX van León. Van 1260 tot aan zijn dood was hij grootkamenier van Frankrijk.
Rond het jaar 1250 huwde Alfons met gravin Maria van Eu (1223-1260), waardoor hij de titel van graaf van Eu kreeg. Uit dit huwelijk werden twee kinderen geboren:
- Jan I (1250-1294), graaf van Eu
- Blanche (overleden in 1309), abdis van de Abdij van Maubuisson.

In 1265 vocht Alfons aan de zijde van zijn neef, koning Alfons X van Castilië, tegen de Moren. In 1270 vergezelde hij dan weer koning Lodewijk IX van Frankrijk bij de Achtste Kruistocht. In Tunis liep hij echter de pest op en op 25 augustus 1270 bezweek hij aan deze ziekte.
Na zijn dood werd zijn lichaam overgebracht naar Frankrijk, waar hij werd bijgezet in de Kathedraal van Saint-Denis.